# Myriotrema phaeosporum
Myriotrema phaeosporum är en lavart som först beskrevs av William Nylander och som fick sitt nu gällande namn av Mason Ellsworth Hale. 
Myriotrema phaeosporum ingår i släktet Myriotrema och familjen Graphidaceae. Inga underarter finns listade i Catalogue of Life.